# Molnár István (mezőgazdasági vállalkozó)
Molnár István (Mászlony) mezőgazdasági vállalkozó, az Agrár-Béta Kft. ügyvezetője.

## Életútja
Mászlonyban született, alapiskoláit Dombóváron végezte, a Dombóvári Illyés Gyula Gimnáziumban érettségizett. Már gyerekkorában a mezőgazdászi pályára készült, ezért felsőfokú tanulmányait a Magyar Agrár- és Élettudományi Egyetemen folytatta. Agronómusként kezdett dolgozni, majd 2001-ben megalapította az Agrár-Béta Kft.-t, melynek azóta is az ügyvezetője. 2003-tól kezdve folyamatosan speciális termények termelésével foglalkoznak (pl. waxy kukorica). A termés 90%-át külföldi piacokra, elsősorban Ausztriába és Németországba exportálják. 2009-ben biogáz-üzemet hoztak létre, majd 2012-ben egy bioetanol-gyárat. Folyamatban a naperőmű park kiépítése. 2014-ben a Bioenergia-farm további kiépítésének keretén belül csatlakoztak a müncheni bioetanol finomító privatizációjához. A hulladék hő hasznosításra alapozottan egy 5000 m2-es virágkertészeti beruházás áll rendelkezésre. A vállalkozása Dombóvár egyik meghatározó gazdasági szereplője, de országosan is ismert és elismert, valamint folyamatosan építi nemzetközi kapcsolatait. 
Docensként óraadó tanár a Magyar Agrár- és Élettudományi Egyetemen. Cége az egyetem tangazdaságaként is működik. Munkáját jellemzi: a környezettudatosság, a komplex, pozitív gondolkodás és az innovatív megközelítés.

## Konferenciák
- Agrárszektor Konferencia - 2018
- Vállalati Növekedés - 2015

## Társasági tagság
- Müncheni bioolaj-finomító  - 2014
- Agrár-Béta Kft. - 2001
- Magyar Agrár- és Élettudományi Egyetemen

## Díjak, elismerések
- Dombóvár város Díszpolgára - 2020
- Magyarország legszebb birtoka - 2018
- Az év agrárembere - 2016
- Kocsis Károly Díj - 2014

## Külső hivatkozások
- Agrár Béta Kft. honlapja Archiválva 2013. augusztus 19-i dátummal a Wayback Machine-ben
- Céginfó
- Bemutatjuk Magyarország Legszebb Birtokát, az Agrár-Béta Kft. gazdaságát Dombóváron
- Molnár István bemutatása a Porfolio.hu-n
- Magyar orchideát és waxy kukoricát is termeszt a dombóvári Bioenergia Farm tulajdonosa Archiválva 2021. január 18-i dátummal a Wayback Machine-ben